# Малоцехово
Малоцехово (пол. Małociechowo) — село в Польщі, у гміні Прущ Свецького повіту Куявсько-Поморського воєводства.
Населення — 173 особи (2011).
У 1975-1998 роках село належало до Бидгощського воєводства.

## Демографія
Демографічна структура станом на 31 березня 2011 року:
|          | Загалом | Допрацездатний вік | Працездатний вік | Постпрацездатний вік |
| -------- | ------- | ------------------ | ---------------- | -------------------- |
| Чоловіки | 84      | 15                 | 62               | 7                    |
| Жінки    | 89      | 19                 | 52               | 18                   |
| Разом    | 173     | 34                 | 114              | 25                   |